# Sergio Gonella
Sergio Gonella (født 23. maj 1933, 19. juni 2018) var en italiensk fodbolddommer, der dømte både i VM-finalen i 1978 mellem Argentina og Holland og EM-finalen i 1976 mellem Tjekkoslovakiet og Vesttyskland.